# Fadl ibn ʿAlawī ibn Sahl
Fadl ibn ʿAlawī ibn Sahl (arabisch فضل بن علوي بن سهل, DMG Faḍl ibn ʿAlawī ibn Sahl geb. 1824 in Mambaram, Kerala, gest. im Oktober 1900 in Istanbul), auch bekannt als Saiyid Fadl Pascha (osmanisch سيد فضل پاشا Saiyid Faḍl Paša, İA Seyyid Fazıl Paşa) bzw. Pookoya Tangal, war ein arabischer Sufi-Scheich der Tarīqa ʿAlawīya in Malabar (Südwest-Indien), der um die Mitte des 19. Jahrhunderts einen Aufstand der Mappila gegen die Briten anführte. Nachdem die Briten ihn aus Indien vertrieben hatten, versuchte er ab 1860 von Mekka aus die Osmanen dazu zu bewegen, Dhofar in Südarabien zu annektieren und ihn dort als Wālī einzusetzen. 1875 erlangte er selbständig die Herrschaft über Dhofar, wurde aber 1879 schon wieder von dort vertrieben. Die letzten Jahre seines Lebens verbrachte er am Hof des osmanischen Sultans Abdülhamid II. in Istanbul als Berater bei dessen panislamischen Projekten. Während dieser Zeit unternahm er zahlreiche Versuche, mit osmanischer oder auch britischer Hilfe die Herrschaft über Dhofar zurückzugewinnen.

## Leben

### Abstammung und frühe Jahre
Fadl stammte aus einer Gelehrtenfamilie des arabischen Bā-ʿAlawī-Clans, dessen Zentrum die Stadt Tarīm im Hadramaut war. Sein Vater Saiyid ʿAlawī ibn Muhammad Ibn Sahl (1764–1844), der selbst in Tarīm geboren war, war Ende des 18. Jahrhunderts in die Calicut-Region an der Malabarküste ausgewandert und hatte sich dort der Tarīqa ʿAlawīya angeschlossen, die im 18. Jahrhundert von den beiden ʿAlawī-Scheichen Muhammad Hāmid al-Dschafrī und Hasan al-Dschafrī nach Malabar gebracht worden war. Er heiratete die Tochter von Hasan al-Dschafrī, ließ sich in dem Dorf Tirurangadi im Hinterland der Malabarküste nieder und beerbte später seinen Schwiegervater als Führer der Tarīqa ʿAlawīya in Malabar. Fadl war der Sohn von ʿAlawīs dritter Frau Fātima von Qilandi.
Zwischen 1844 und 1849 hielt sich Fadl in Mekka auf, wahrscheinlich, um sich hier einer religiösen Ausbildung zu unterziehen. 1847–1848 besuchte er den Hadramaut.

### Konfrontation mit den Briten in Malabar
Nach seiner Rückkehr aus Mekka wurde Fadl von der einheimischen Bevölkerung als spiritueller Führer der Tarīqa ʿAlawīya in der Nachfolge seines Vaters betrachtet. Fadl nutzte seinen Einfluss, um die Position der Briten zu schwächen, die seit 1790 die Malabarküste immer stärker unter ihre Kontrolle gebracht hatten. Wie sein Vater zuvor benutzte Fadl für seine politischen und militärischen Aktivitäten und seinen religiös-sanktionierten sozialen Protest die Tirurangadi-Moschee.
Nach einer Reihe von Aufständen, die auch Übergriffe gegen hinduistische Grundbesitzer und Selbstmordattentate gegen britische Truppen einschlossen, betrachteten die Briten Fadls Präsenz in Malabar immer mehr als eine Gefahr. 1852 erließ der Distriktsmagistrat H. V. Connolly einen Haftbefehl gegen ihn. Fadl konnte jedoch aus Malabar flüchten und erreichte 1853 Mekka.

### Mekka: Kontakte zur Hohen Pforte und Machtambitionen in Südarabien
Fadl ließ sich 1853 in Mekka nieder und besuchte um die Mitte der 1850er Jahre zum ersten Mal Istanbul. Das britische Interesse an Fadl erreichte 1858 einen neuen Höhepunkt, als bei gewaltsamen Unruhen in Dschidda 22 Europäer und Schützlinge europäischer Mächte getötet wurden und er für diese Ereignisse verantwortlich gemacht wurde. Nach einer Petition an den Sultan im Jahr 1859, in der um Hilfe für den verarmten Fadl gebeten wurde, erhielt dieser von osmanischer Seite eine Staatspension zugesprochen, mit der er nicht nur sich, sondern auch sein Gefolge unterhalten konnte.
1860 beklagte der nun mit dem Pascha-Titel auftretende Sayyid Fadl öffentlich, dass die hadramitischen Saiyids in Südarabien durch die lokalen Stämme misshandelt würden, und äußerte, dass er diese mit Unterstützung der Kathiris von Dhofar retten wolle, indem er diese faktisch unabhängige Region unter osmanische Herrschaft brächte. Hintergrund war wahrscheinlich die zu dieser Zeit stattfindende Verdrängung der Kathiris durch die Quʿaitis im Hadramaut. Um für osmanische Unterstützung für dieses Projekt zu werben, reiste Fadl in den frühen 1860er Jahren nach Istanbul. Zwar konnte er die osmanische Regierung nicht dafür gewinnen, ihn militärisch zu unterstützen, doch machte er immerhin die Bekanntschaft mit dem osmanischen Großwesir Ali Pascha, der an der Spitze des durch die Tanzimat geschaffenen Reformrats stand.
Nach britischen Berichten schickte Fadl während der osmanischen Expedition in den Jemen 1870–1871 seine Söhne nach al-Hudaida, um Ahmed Muhtar Pascha, den Kommandeur der siebten Armee im Jemen, dazu zu bewegen, seine militärischen Operationen auf die Region Yāfiʿ im Süden des Jemen auszuweiten und ihn als Herrscher von Yāfiʿ einzusetzen. Als 1872 die Osmanen ihre Eroberung des Jemen abschlossen und nach Lahidsch vorrückten, verbreitete sich das Gerücht, dass Fadl, der zu dieser Zeit in Mekka weilte, zum osmanischen Gouverneur der hadramitischen Küste sowie von Dhofar ernannt worden sei. Fadl, so hieß es, sollte bald mit einer ganzen Armee dorthin aufbrechen. Über die jährlich nach Mekka strömenden Haddsch-Pilger aus Malabar unterhielt Fadl in dieser Zeit weiter intensive Kontakte zu den Muslimen seiner Heimat.

### Als Emir von Dhofar
Während die Osmanen in Wirklichkeit Fadls Dhofar-Plan aus Furcht vor einer Zunahme der Spannungen mit den Briten ablehnten, führte Fadl eigenständig Verhandlungen mit Abgesandten der dortigen Stämme. 1875 besuchte ihn eine Delegation von Stammesältesten aus Dhofar und bat ihn, selbst in das Gebiet zu kommen und in den blutigen Fehden, die das Leben in diesem Gebiet zum Stillstand gebracht hatten, zu vermitteln. Er reiste daraufhin im August des gleichen Jahres zusammen mit seiner Familie nach Dhofar. Nachdem er dort angekommen war, wandte er sich im November brieflich an Istanbul, wies auf die Unterstützung seiner Herrschaft durch die ʿAlawī-Saiyids und Stammeschefs hin und warb um Unterstützung für seinen Plan der Errichtung einer osmanischen Oberherrschaft über diesen „Annex von Hadramaut“. Im Januar 1876 erklärte er Dhofar zum osmanischen Territorium und verkündete, dass er es im Namen des osmanischen Sultans regieren werde.
Zwar blieb die erhoffte osmanische Militärhilfe aus, doch gelang es Fadl Pascha in den Jahren 1877 und 1878, in Dhofar eine eigene Regierung aufzubauen. Auch die politischen Ansprüche, die der Bū-Saʿīdī-Herrscher Turkī ibn Saʿīd von Maskat auf das Gebiet geltend machte, konnten ihn nicht davon abhalten, da der britische Resident am Persischen Golf, Generalleutnant W.F. Prideaux, der bei einem militärischen Vorgehen gegen Fadl politische Komplikationen mit den Stämmen des Hadramaut fürchtete, diese Ansprüche zurückwies und dafür sorgte, dass Turkī Zurückhaltung übte. Im Januar 1879 rebellierten jedoch Stammesangehörige der Kathīrīs gegen Fadl. Nach drei Tagen des Kämpfens gestand er seine Schwäche ein und bat um eine Schutzgarantie (amān), die ihm den Abzug ermöglichte. Kurz danach begab er sich nach Dschidda, wo er im April 1879 ankam.

### Istanbul: Bemühungen zur Wiedererlangung Dhofars
Wenige Wochen später reiste Fadl Pascha nach Istanbul weiter. Dort trug er Sultan Abdülhamid II. seinen Plan zur Integration Dhofars in das Osmanische Reich vor. Demnach sollte Dhofar in ein reguläres Vilâyet umgewandelt werden, wobei Fadl Pascha die erbliche Statthalterschaft zukommen sollte. Das gesamte Einkommen des Vilâyet sollte der Zentralregierung zugutekommen. Umgekehrt sollte die Zentralregierung ihn mit einem halben Bataillon (tabur) Soldaten und zwei Kanonen versehen und ihm außerdem zwei Sekretäre, einen Bergbauingenieur und einen Maler (ressam) zur Verfügung stellen sowie ein Kriegsschiff stellen, das vor der Küste von Dhofar ankern sollte. Außerdem sollte sie ihn mit ausreichend Geschenken und Orden für die lokalen Notabeln ausstatten. Im Juli 1879 unterbreitete Abdülhamid diesen Plan seinem Ministerrat. Dieser lehnte den Plan jedoch im Oktober des gleichen Jahres ab, mit dem Argument, dass ein halbes Bataillon für die Verteidigung des Gebiets nicht ausreichte, für die Entsendung der notwendigen sechs bis sieben Bataillone jedoch kein finanzieller Spielraum bestehe.
Da Fadl Pascha die Ablehnung seines Plans durch die osmanische Regierung dem Einfluss der Briten zuschrieb, die ihn nicht als osmanischen Statthalter in Südarabien sehen wollten, unternahm er im Februar 1880 den ersten von mehreren Versuchen, die britische Zustimmung für seinen Dhofar-Plan zu gewinnen. Am 6. Februar sandte er seinen Sohn Sahl zu Austen Henry Layard, den britischen Botschafter bei der Hohen Pforte, um seine freundlichen Gefühle gegenüber England zum Ausdruck zu bringen. Layard berichtete dem Marquess of Salisbury noch im Februar brieflich von einem Treffen mit Sayyid Fadl und vermerkte darin die Freundlichkeit, die er gegenüber den Briten zeigte.
Im März wandte sich Fadl Pascha mit seinem Anliegen erneut an den Sultan. Trotz der Ablehnung seines Plans durch die Hohe Pforte informierte er Layard Anfang April, dass er im Begriff sei, nach Dhofar zurückzukehren, und ihn vor seiner Abreise sehen wolle. Noch im Mai 1880 hegte Fadl Pascha die Hoffnung, Dhofar wieder in Besitz nehmen zu können. Am 14. Mai wandte er sich in einem Brief an Turkī ibn Saʿīd, den Emir von Muscat, kritisierte ihn dafür, dass er Dhofar in seinen Besitz gebracht hatte, und verwies ihn auf einen angeblichen Ferman der Hohen Pforte, der ihm das Recht zusprach, das Gebiet im Namen des osmanischen Kalifats zu beherrschen. Anfang Juni bat er den Sultan um Erlaubnis, nach Dhofar zurückkehren zu dürfen, um sich persönlich um seinen dortigen Besitz kümmern zu können.

### Als Berater Abdülhamids II.
Von 1880 bis zu seinem Tod lebte Fadl Pascha faktisch in Hausarrest in Istanbul. Abdülhamid II. sorgte zwar für seine materiellen Bedürfnisse und verlieh ihm im August 1880 den Rang eines Wesirs, ließ ihn aber nicht nach Dhofar oder Mekka zurückkehren.
Gerüchte, dass Fadl bei seinen politischen Plänen zur Wiedergewinnung Dhofars osmanische Unterstützung genoss, hielten sich jedoch weiter. Anfang September 1880 informierte Süleyman Efendi, der Scheich der usbekischen Tekke in Istanbul, Goschen, den neuen britischen Botschafter in Istanbul, dass Fadl bald zum Gouverneur (hakim) von Dhofar ernannt werden und das Gebiet dann unmittelbar in Besitz nehmen würde. Als es Ende 1880 zu tribalen Aufständen gegen die omanischen Machthaber in Dhofar kam, bemühten sich die Briten in Istanbul, den Zeitplan für Fadls Mission in Erfahrung zu bringen. Am 13. November 1881 informierte Fadls Sohn Muhammad den britischen Botschafter in Istanbul, dass der Sultan beabsichtige, seinen Vater auf eine Inspektionstour nach Mekka und in den Jemen zu schicken. Als es im Frühjahr 1883 in Dhofar erneut zu einem Aufstand gegen Maskat kam, bekräftigte Fadl in einem Brief an Turkī ibn Saʿīd ein weiteres Mal seinen Anspruch auf die Herrschaft über das Gebiet.
Der französische Journalist Gabriel Charmes, der 1883 sein Buch „L’Avenir de la Turquie. Le Panislamisme“ veröffentlichte, erklärt darin, dass Abdülhamid II. Scheich Fadl „wie eine Kriegswaffe“ für politisch-religiöse Propaganda in den britischen Besitzungen gebrauche. Nach der Ermordung des Scherifen Husain (reg. 1877–1880) habe er daran gedacht, dem neuen Scherifen ʿAbd al-Muttalib ibn Ghālib, der schon sehr alt war, Scheich Fadl als Koadjutor an die Seite zu stellen, damit dieser die Projekte der Briten konterkariere und später dem Scherifen eventuell auch im Amt nachfolge. 1884 unternahm Fadl einen letzten Versuch, um seinen Herrschaftsanspruch durchzusetzen: Er sandte seinen Sohn Muhammad nach Mekka, der sich von dort aus nach Dhofar durchschlagen sollte. Da Muhammad von Osman Pascha, dem osmanischen Gouverneur im Hedschas, festgehalten wurde, konnte er allerdings erst im Januar 1886 von Dschidda aus nach Dhofar aufbrechen.
Um die gleiche Zeit fand Fadl Pascha offenbar wieder größeres Gehör beim Sultan. So konnte er 1886 dem bekannten ostafrikanischen Gelehrten Ahmad ibn Sumait, der ihn besuchte, eine Audienz beim Sultan vermitteln. In einem Dokument aus der Französischen Botschaft aus dem Jahre 1888 wird Saiyid Fadl als einer von vier Männern genannt, denen der Sultan die Aufgabe zugewiesen hatte, in bestimmten arabischen Gebieten panislamische Propaganda zu betreiben. Die anderen drei Männer waren Muhammad Zāfir ibn Muhammad at-Tarābulsī (1829–1903), ein Mann aus Tripolitanien, der mit den panislamischen Aktivitäten in Ägypten und Nordafrika beauftragt war, Ahmad Asʿad und der einflussreiche syrische Rifai-Scheich Abū l-Hudā as-Saiyādī (gest. 1909), der für die arabischen Kerngebiete zuständig war. Saiyid Fadl war in diesem Gremium für die Küsten von Arabien und des Roten Meeres sowie für die Handelsbeziehungen mit Britisch-Indien zuständig. Tatsächlich gelangte noch im gleichen Jahr durch Fadls Vermittlung ein muslimischer Händler aus Indien zum Sultan, der diesem einen Vorschlag zur Reorganisation der Wallfahrt der indischen Muslime unterbreitete: Anstelle von britischen Dampfern sollten diese zukünftig osmanische Dampfer benutzen, um nach Arabien zu gelangen, damit sie auf diese Weise der britischen Oberhoheit entkamen.
In dem französischen Dokument von 1888 wird vermerkt, dass Fadls Einfluss am Hof eher schwach sei und er in einem Konak im Taksim-Viertel wohne. Tatsächlich war Fadl Anfang der 1890er Jahre schon so weit marginalisiert, dass die Briten in Istanbul einige Recherchen unternehmen mussten, um herauszufinden, ob er überhaupt noch lebte. Seine Hoffnung auf Wiedererlangung der Herrschaft in Dhofar scheint Fadl Pascha aber auch in dieser Zeit nicht begraben zu haben. So wandte er sich zwischen 1894 und 1896 mehrfach an die britische Botschaft mit der Bitte, ihn bei der Wiedererlangung der Herrschaft in Dhofar zu unterstützen. Nachdem diese Bemühungen erfolglos waren, agitierte er erneut gegen die Briten. 1897 schlug er vor, afghanische und indische Gelehrte aus Mekka oder Medina sollten ausgewählt und eigens dazu ausgebildet werden, in ihren Herkunftsländern die aggressive Politik Englands gegen das Osmanische Reich anzuprangern. Ziel dabei sollte die Entfachung von Aufständen in diesen Ländern sein, die dann letztlich die Briten dazu zwingen würden, sich mit den Osmanen zu arrangieren.

## Werke
Fadl ibn ʿAlawī hat insgesamt 19 Werke in arabischer Sprache verfasst, von denen die folgenden drei bisher die meiste Aufmerksamkeit auf sich gezogen haben:
- Tanbīh al-ʿuqalāʾ li-sulūk as-suʿadāʾ (Istanbul 1881), erbauliche Abhandlung, in der Fadl Sultan Abdülhamid als Kalifen bezeichnet und seine Herrschaft preist.[41]
- Nubḏa muḥtawīya ʿalā baʿḍ manāqib al-Ġauṯ ʿAlawī ibn Muḥammad ibn Sahl (Beirut 1889), hagiographisches Werk über seinen Vater, das am Ende die angeblich von diesem vollbrachten Wunder aufführt.[42]
- Īḍāḥ al-asrār al-ulwīya wa-minhāǧ al-Sāda al-ʿAlawīya („Darlegung der erhabenen Geheimnisse und der Methode der ʿAlawī-Saiyids“; Kairo 1898/99), sufisches Werk, das einerseits darauf ausgerichtet war, nachzuweisen, dass sich die Silsila der Tarīqa ʿAlawīya bis auf den Propheten Mohammed zurückführen lässt, andererseits aber auch junge ʿAlawīs, die in der Diaspora lebten, in die Tradition ihrer Vorväter einführen sollte.[43] Das Werk wurde von Wilson Chacko Jacob inhaltlich ausgewertet.